# Djurgårdens IF Fotboll 1981
Djurgårdens IF Fotboll, spelade i allsvenskan 1981. Åkte dock ur serien samma år. 
Publiksnittet på hemmamatcherna denna säsong var 4967. 
Interna skytteliga vinnare med 3 gjorda mål: Tommy Berggren, Arne Erlandsen, Hans Holmqvist och Lars Stenbäck.